# 約翰遜毛鼻鯰
約翰遜毛鼻鯰（学名：Trichomycterus johnsoni），為輻鰭魚綱鯰形目毛鼻鯰科的其中一種。分布於南美洲巴西及阿根廷間的巴拉那河流域，體長可達1.6公分。

## 扩展阅读
維基物種上的相關：約翰遜毛鼻鯰